# Agnes Rehni
Agnes Rehni, född 24 maj 1887 i Maribo på Lolland, död 3 november 1966 i Köpenhamn, var en dansk skådespelerska.

## Rollista i urval
- 1933 – Københavnere
- 1934 – På väg till paradiset
- 1943 – Jeg mødte en morder
- 1951 – Fodboldpræsten
- 1953 – Far till fyra
- 1953 – Vi som går køkkenvejen
- 1956 – Farsans rackarungar
- 1963 – Dammsugarligan
- 1964 – Värdshuset Vita Hästen
- 1965 – En ven i bolignøden